# 埃内蒙佐
埃内蒙佐（義大利語：Enemonzo），是意大利乌迪内省的一个市镇。总面积23平方公里，人口1359人，人口密度59.1人/平方公里（2009年）。ISTAT代码为030035。